# 박준희 (가수)
박준희(1974년 7월 9일 ~ )는 대한민국의 가수 겸 작가이다.

## 생애
서울특별시에서 태어나 서울풍납초등학교, 잠신중학교, 동서울상업고등학교(현재의 서울컨벤션고등학교)를 졸업했다. 동서울상업고등학교에 재학 중이던 1991년에 1집 음반인 《Park Jun Hee Vol. 1》을 발표하면서 가요계에 데뷔했으며 1992년에는 노래 《눈 감아봐도》 (작곡 편곡 유정연 작사 박준희)를 통해 큰 인기를 끌었다. 또한 1992년에 발표한 리패키지 음반이자 리믹스 음반인 《눈 감아 봐도 Ⅱ》 (작곡 편곡 김홍순 작사 박준희)에서는 대한민국의 여자 가수로는 최초로 랩을 선보이기도 했다.
1993년에는 2집 음반인 《박준희 II》를 발표했고 노래 《앨리스》를 통해 큰 인기를 끌었다. 하지만 계약 기간 문제를 놓고 매니저와 갈등을 빚게 되면서 솔로 가수 활동을 중단했다. 1996년에는 김송, 김영완과 함께 3인조 혼성 음악 그룹 콜라(KOLA)를 결성하면서 가요계에 복귀했으나 1997년 10월에 탈퇴하면서 가요계를 떠나게 된다. 박준희는 자신이 좋아하는 음악 장르가 따로 있었지만 댄스 음악은 좋아하지 않았다고 밝혔다.
가수 활동을 중단한 이후에는 서일대학교 문예창작과,  경희사이버대학교 미디어문예창작과를 졸업했고 .1999년에는 드렁큰타이거의 노래 《너희가 힙합을 아느냐?》, 《난 널 원해》의 피처링 과정에 참여했다. 또한 방송 작가, 음반 기획자, 인터넷 방송 PD, 가수 보컬 트레이너, 대학 강사, 삼성대기업 K-Pop주제 강연, 미니앨범 My History, 첫사랑 이후로 싱글 '꿈의 눈치를 보다','영화처럼 살고싶어' 발표. 2022년 현재 프로듀서겸 작곡가 '백중현'과 '에어트랜서퍼' 2인조 밴드 결성해 '우리 집에 안 올래' '여름이 오기 전에' EDM 감성퓨쳐팝 밴드 활동. 제주교통방송의 라디오 프로그램 '달리는 라디오' '행복한 아침, 여기는 제주입니다' 의 진행자로 활동하기도 했다. 2010년에는 음악에 미쳐서 인생에 모든 것을 걸어 대한민국의 대중 음악에 큰 역사를 남긴 천재 음악인 9명(김태원·윤일상·신대철·박미경·말로·조PD·전제덕·현진영·남경주)의 이야기를 소재로 한 저서 《음악 또라이들》(국일미디어)를 출간했다. 2015년 8월 25일에는 첫째 딸을 출산했다. 제주도에 '준희마을' 팬션을 짓고 운영중. 

## 음반

### 정규 음반
- 1991년 1집 《Park Jun Hee Vol. 1》

1. 너를 잊기 위해
2. 눈 감아봐도
3. 이해할 수 없는 건 사랑하지 않는 것
4. 슬프진 않아
5. 네게 묻고 싶어
6. 떠난 이후에
7. 시작
8. 파티에서 (또 다른 이별)
9. 약속 시간
10. 슬픈 만남 속에 미소

- 1993년 2집 《박준희 II》

1. 앨리스
2. Oh! Boy (너의 아침에)
3. 나의 마지막 기다림
4. 그리워 하겠지
5. 쿡쿡 (집 없는 아이)
6. 혼자 있게
7. 내 모습에 지쳐있는 나
8. 사랑이란 말보다 친구라는 말을

### 리패키지 음반
- 1992년 8월 《박준희 ProjecT - 눈 감아봐도 II》

1. 눈 감아봐도 (Blue Cats Mix)
2. 눈 감아봐도 (Reggae House Mix)
3. 눈 감아봐도 (MR)
4. 눈 감아봐도 II (Blue Cats Mix)
5. 눈 감아봐도 II (Reggae House Mix)
6. 눈 감아봐도 II (Rap)

### EP 음반
- 2014년 7월 9일 《My History》

1. 첫사랑
2. 믿어지지 않는 짧은 애기
3. 미친년, 사랑을 접다
4. 아름다운 소녀
5. 착한 사람
6. My History
7. 첫사랑 (Inst.)
8. My History (Inst.)

### 싱글 음반
- 2015년 11월 3일 《Hello Juice》

1. Hello Juice
2. Hello Juice (Inst.)

- 2016년 2월 18일 《꿈의 눈치를 보다》

1. 꿈의 눈치를 보다

- 2017년 10월 17일 《현이와 덕이 오마쥬 11》

1. 너 나 좋아해, 나 너 좋아해
2. 너 나 좋아해, 나 너 좋아해 (Inst.)

- 2018년 11월 14일 《영화처럼 살고 싶어》

1. 영화처럼 살고 싶어
2. 영화처럼 살고 싶어 (Inst.)

* 2022년 2월 7일 '에어트랜서퍼' (우리집에 안 올래?)
* 2022년 6월 2일 '에어트랜서퍼' (여름이 오기 전에)

### OST
- 2003년 영화 《싱글즈》 OST 〈혼자라는 건...〉
- 2003년 MBC 애니메이션 《스피어즈》 오프닝 테마곡 〈You and Me〉

## 방송
- 1992년 MBC 《이야기 쇼 만남》
- 1992년 MBC 《우정의 무대》
- 1992년 SBS 《빙글빙글 퀴즈》
- 1993년 SBS 《기쁜우리 젊은날》
- 1993년 KBS2 《토요대행진》
- 1996년 엠넷 《생방송 뮤직 핫라인》
- 2015년 SBS 《자기야 백년손님》
- 2015년 JTBC 《투유 프로젝트 - 슈가맨》
- 2016년 EBS1 《엄마TV》
- 2017년 TV조선 《스타쇼 원더풀데이》
- 2018년 JTBC 《투유 프로젝트 - 슈가맨》
- 2019년 TBN 제주교통방송 (달리는 라디오,행복한 아침 여기는 제주입니다) DJ
- 2022년 2인조 밴드 '에어트랜서퍼'결성 (박준희, 백중현)